# Henri de Castries
Henri de Castries (Bayonne, 15 de agosto de 1954) é um empresário francês. Ele foi presidente e CEO da AXA até se aposentar de ambas as funções em 1º de setembro de 2016.

## Biografia
Henri de Castries formou-se na HEC Paris em 1976 e na ENA em 1980.
De 1980 a 1984, De Castries realizou tarefas de auditoria para o Ministro das Finanças francês e em 1984 tornou-se membro da administração do Tesouro francês. Em 1986, participou na privatização iniciada pelo governo de Jacques Chirac, incluindo a Compagnie Générale d'Electricité, hoje conhecida como Alcatel-Lucent, e a TF1, ambas no CAC 40.
De Castries iniciou a sua carreira na AXA em 1989, quando ingressou na gestão financeira central. Em 1991 foi nomeado secretário-geral, responsável pelas reestruturações e fusões (integração da Compagnie du Midi). Foi nomeado gerente geral em 1993, responsável pela América do Norte e Reino Unido em 1994, e responsável pela fusão e integração com a União de Seguros de Paris (UAP) em 1996. Foi presidente do conselho de administração da Equitable (que tornou-se AXA Financial) em 1997, e é Presidente do Conselho de Administração desde 2000. Em 2009 assumiu total responsabilidade pela AXA, consolidando a função de presidente com o cargo de CEO.
Perto do final do mandato de De Castries, a AXA tornou-se a primeira instituição financeira global a evitar investimentos em empresas de carvão, vendendo 500 milhões de euros de activos relacionados com o carvão em 2015. Em 2016, ele decidiu que a AXA se juntaria a um movimento global para abandonar os investimentos. no tabaco, vendendo cerca de 2 mil milhões de dólares em ações e títulos de empresas de cigarros. Em março de 2016, foi anunciado que De Castries se aposentaria das funções de presidente e CEO da AXA em 1º de setembro.
No final de 2016, De Castries era considerado o favorito para assumir a presidência do HSBC; em vez disso, a posição foi para Mark Tucker. Após as primárias para as eleições presidenciais de 2017, atuou como conselheiro sênior de François Fillon e foi sugerido pela mídia para um futuro cargo como ministro das Finanças.
Em 2017, De Castries ingressou na General Atlantic, acionista majoritária da Argus Media, como presidente e consultor sênior. 